# Мушка тениска репрезентација Србије
Тениска репрезентација Србије представља Србију у Дејвис куп тениском такмичењу, а њом управља Тениски савез Србије. Ова репрезентација је освојила Дејвис куп 2010.

## Историја
Kao репрезентација Југославије најбољи остварен пласман је био полуфинале 1988, 1989. и 1991. године. Од 1995. наступа као репрезентација СР Југославије, а од 2004. као Србија и Црна Гора.
2007. године је се први пут појављује као Србија и квалификује се за Светску групу 2008, а такође је играла и Светску групу 2009. После пораза од Шпаније 4:1 у првом колу 2009, Срби су победили Узбекистан 5:0 и остали у Светској групи. 2010. године стижу до финала победом над репрезентацијом Чешке у Београду са 3:2 где су, такође у Београду, победили репрезентацију Француске са 3:2 и тако постали 13. нација у историји која је подигла пехар Дејвис купа.
Године 2013. играли су финале, али су изгубили у Београду од Чешке резултатом 3:2.
Репрезентацији Србије се као правној наследници приписују сви резултати бивших држава (СЦГ, СРЈ, СФРЈ...) што је значајно приликом одређивања домаћинства и одабира подлоге у сусретима Дејвис купа.

## Дејвис куп тим
Састав екипе за меч плеј-офа Светске групе 2014. против Индије
| Играч            | ATП позиција | Први наступ | Укупно победа-пораза | Појединачно | Парови |
| ---------------- | ------------ | ----------- | -------------------- | ----------- | ------ |
| Ненад Зимоњић    | 4 (д)        | 1995        | 40–25                | 13–10       | 27–15  |
| Душан Лајовић    | 61           | 2012        | 3–4                  | 3–4         | 0–0    |
| Филип Крајиновић | 107          | 2014        | 3–1                  | 3–0         | 0–1    |
| Илија Бозољац    | 171          | 2003        | 7–8                  | 3–2         | 4–6    |

### У конкуренцији за тим
| Играч            | ATП позиција | Први наступ | Укупно победа-пораза | Појединачно | Парови | Последњи наступ |
| ---------------- | ------------ | ----------- | -------------------- | ----------- | ------ | --------------- |
| Новак Ђоковић    | 1            | 2004        | 28–9                 | 26–7        | 2–2    | 2013            |
| Виктор Троицки   | 238          | 2008        | 16–10                | 12–9        | 4–1    | 2013            |
| Јанко Типсаревић | 364          | 2000        | 40–17                | 33–14       | 7–3    | 2013            |
| Борис Пашански   | 390          | 2003        | 6–3                  | 6–3         | 0–0    | 2013            |

АТП пласман од 9. септембра 2014

## Биланс играча
Учинак тенисера који су наступали за репрезентацију у Дејвис купу од 1927. Имена активних играча су подебљана.
| #  | Тенисер              | Први наступ | Појед. | Парови | Укупно |
| -- | -------------------- | ----------- | ------ | ------ | ------ |
| 1  | Јосип Палада         | 1933        | 31-21  | 11-11  | 42-32  |
| 2  | Фрањо Пунчец         | 1933        | 33-12  | 9-8    | 42-20  |
| 3  | Драгутин Митић       | 1936        | 28-15  | 13-14  | 41-29  |
| 4  | Ненад Зимоњић        | 1995        | 13-10  | 27-14  | 40-25  |
| 5  | Јанко Типсаревић     | 2000        | 33-14  | 7-3    | 40-17  |
| 6  | Никола Пилић         | 1961        | 27-12  | 11-12  | 38-24  |
| 7  | Слободан Живојиновић | 1981        | 24-15  | 12-11  | 36-26  |
| 8  | Жељко Франуловић     | 1967        | 23-15  | 9-12   | 32-27  |
| 9  | Боро Јовановић       | 1959        | 18-22  | 11-14  | 29-36  |
| 10 | Новак Ђоковић        | 2004        | 26-7   | 2-2    | 28-9   |
| 11 | Душан Вемић          | 1996        | 11-4   | 9-5    | 20-9   |
| 12 | Марко Остоја         | 1979        | 11-6   | 7-3    | 18-9   |
| 13 | Виктор Троицки       | 2008        | 12-9   | 4-1    | 16-10  |
| 14 | Горан Иванишевић     | 1988        | 8-3    | 7-1    | 15-4   |
| 15 | Фрањо Кукуљевић      | 1930        | 5-9    | 6-12   | 11-21  |
| 16 | Горан Прпић          | 1983        | 4-10   | 5-3    | 9-13   |
| 17 | Никола Шпеар         | 1969        | 5-9    | 3-4    | 8-13   |
| 18 | Золтан Илин          | 1977        | 6-8    | 2-3    | 8-11   |
| 19 | Владимир Петровић    | 1952        | 5-7    | 3-3    | 8-10   |
| 20 | Небојша Ђорђевић     | 1992        | 2-6    | 5-5    | 7-11   |

| #  | Тенисер            | Први наступ | Појед. | Парови | Укупно |
| -- | ------------------ | ----------- | ------ | ------ | ------ |
| 21 | Илија Бозољац      | 2003        | 3-2    | 4-6    | 7-8    |
| 22 | Бојан Вујић        | 1995        | 7-3    | 0-0    | 7-3    |
| 23 | Бруно Орешар       | 1984        | 5-8    | 1-0    | 6-8    |
| 24 | Борис Пашански     | 2003        | 6-3    | 0-0    | 6-3    |
| 25 | Илија Панајотовић  | 1953        | 3-12   | 2-3    | 5-15   |
| 26 | Фрањо Шефер        | 1928        | 3-10   | 2-4    | 5-14   |
| 27 | Реља Дулић Фишер   | 2000        | 1-1    | 4-0    | 5-1    |
| 28 | Милан Брановић     | 1949        | 4-4    | 0-0    | 4-4    |
| 29 | Ивко Плећевић      | 1952        | 2-7    | 1-2    | 3-9    |
| 30 | Душан Лајовић      | 2012        | 3-4    | 0-0    | 3-4    |
| 31 | Крешимир Фридрих   | 1929        | 3-2    | 0-1    | 3-3    |
| 32 | Владимир Пресечки  | 1961        | 3-2    | 0-0    | 3-2    |
| 33 | Филип Крајиновић   | 2014        | 3-0    | 0-1    | 3-1    |
| 34 | Владимир Павићевић | 1997        | 2-2    | 1-0    | 3-2    |
| 35 | Драган Савић       | 1978        | 2-0    | 1-1    | 3-1    |
| 36 | Петко Милојковић   | 1950        | 1-0    | 1-1    | 2-1    |
| 37 | Дејан Петровић     | 2003        | 0-0    | 2-1    | 2-1    |
| 38 | Срђан Јелић        | 1963        | 2-0    | 0-0    | 2-0    |
| 39 | Срђан Мушкатировић | 1991        | 1-4    | 0-1    | 1-5    |
| 40 | Бранко Хорват      | 1981        | 1-2    | 0-0    | 1-2    |

| #  | Тенисер            | Први наступ | Појед. | Парови | Укупно |
| -- | ------------------ | ----------- | ------ | ------ | ------ |
| 41 | Зоран Петковић     | 1980        | 1-1    | 0-0    | 1-1    |
| 42 | Стефан Ласло       | 1948        | 1-0    | 0-1    | 1-1    |
| 43 | Иван Радовић       | 1930        | 0-0    | 1-1    | 1-1    |
| 44 | Горан Михајловић   | 1995        | 1-0    | 0-0    | 1-0    |
| 45 | Никола Ћирић       | 2004        | 0-0    | 1-0    | 1-0    |
| 46 | Камило Керетић     | 1958        | 0-3    | 0-0    | 0-3    |
| 47 | Александар Поповић | 1928        | 0-2    | 0-1    | 0-3    |
| 48 | Никола Гњатовић    | 1999        | 0-2    | 0-1    | 0-3    |
| 49 | Игор Флего         | 1986        | 0-1    | 0-2    | 0-3    |
| 50 | Иван Балаш         | 1927        | 0-1    | 0-1    | 0-2    |
| 51 | Ђерђ Дунђерски     | 1927        | 0-1    | 0-1    | 0-2    |
| 52 | Ладислав Јагец     | 1955        | 0-1    | 0-1    | 0-2    |
| 53 | Јосип Шарић        | 1947        | 0-1    | 0-0    | 0-1    |
| 54 | Златко Иванчић     | 1971        | 0-1    | 0-0    | 0-1    |
| 55 | Владимир Обрадовић | 2002        | 0-1    | 0-0    | 0-1    |
| 56 | Сима Николић       | 1957        | 0-0    | 0-1    | 0-1    |
| 57 | Александар Поповић | 1957        | 0-0    | 0-1    | 0-1    |
| 58 | Александар Китинов | 1992        | 0-0    | 0-1    | 0-1    |
| 59 | Дарко Мађаровски   | 2002        | 0-0    | 0-1    | 0-1    |

## Селектори
Радмило Арменулић, 1979—1997
Горан Бубањ, 1998—2002
Ненад Зимоњић, 2003—2004
Дејан Петровић, 2005—2007
Богдан Обрадовић, 2007—2016
Ненад Зимоњић, 2017—2020
Виктор Троицки, 2020—

## Резултати репрезентације
| Година наступа | Назив државе                                            | Сезона наступа | Одиграно сусрета (поб-пор) | Сезона у Светској групи (поб-пор) | Најбољи пласман                                |
| 1927—1928      | Краљевина Срба, Хрвата и Словенаца (КСХС)               | 2              | 2 (0-2)                    | -                                 | 2 коло Евро зоне 1927                          |
| 1929—1939      | Краљевина Југославија                                   | 11             | 28 (17-11)                 | -                                 | Финале Интер зоне 1939                         |
| 1946—1962      | Федеративна Народна Република Југославија (ФНРЈ)        | 17             | 32 (15-17)                 | -                                 | Финале Евро зоне 1947 Финале Америка зоне 1962 |
| 1963—1992      | Социјалистичка Федеративна Република Југославија (СФРЈ) | 30             | 65 (36-29)                 | 9 (7-9)                           | Полуфинале Светске групе 1988, 1989, 1991      |
| 1995—2003      | Савезна Република Југославија (СРЈ)                     | 9              | 25 (17-8)                  | 0                                 | Плеј оф групе II Евроафричке зоне 2003         |
| 2004—2006      | Србија и Црна Гора (СЦГ)                                | 3              | 8 (6-2)                    | 0                                 | Плеј оф Светске групе 2006                     |
| 2007 -         | Србија                                                  | 8              | 21 (15-6)                  | 7 (10-6)                          | Победник Дејвис купа 2010                      |
| 1927 -         | Укупно                                                  | 80             | 181 (106-75)               | 16 (17-15)                        | Победник Дејвис купа 2010                      |

## Резултати под именом Србија
| Година | Такмичење                          | Датум        | Подлога  | Домаћин                 | Противник    | Резултат | Исход    |
| ------ | ---------------------------------- | ------------ | -------- | ----------------------- | ------------ | -------- | -------- |
| 2007   | Евроафричка зона - група I, 1 коло | 9-11 феб     | слободна | слободна                | слободна     | слободна | слободна |
| 2007   | Евроафричка зона - група I, 2 коло | 6-8 апр      | шљака    | Ковилово, Србија        | Грузија      | 5 : 0    | Победа   |
| 2007   | Светска група плеј оф              | 21-23 сеп    | шљака    | Београд, Србија         | Аустралија   | 4 : 1    | Победа   |
| 2008   | Светска група, 1 коло              | 8-10 феб     | тврда    | Москва, Русија          | Русија       | 2 : 3    | Пораз    |
| 2008   | Светска група плеј оф              | 19-21 сеп    | тврда    | Братислава, Словачка    | Словачка     | 4 : 1    | Победа   |
| 2009   | Светска група, 1 коло              | 6-8 мар      | шљака    | Бенидорм, Шпанија       | Шпанија      | 1 : 4    | Пораз    |
| 2009   | Светска група плеј оф              | 18-20 сеп    | тврда    | Београд, Србија         | Узбекистан   | 5 : 0    | Победа   |
| 2010   | Светска група, 1 коло              | 5-7 мар      | шљака    | Београд, Србија         | САД          | 3 : 2    | Победа   |
| 2010   | Светска група, четвртфинале        | 9-11 јул     | тврда    | Сплит, Хрватска         | Хрватска     | 4 : 1    | Победа   |
| 2010   | Светска група, полуфинале          | 17-19 сеп    | тврда    | Београд, Србија         | Чешка        | 3 : 2    | Победа   |
| 2010   | Светска група, финале              | 3-5 дец      | тврда    | Београд, Србија         | Француска    | 3 : 2    | Победник |
| 2011   | Светска група, 1 коло              | 4-6 мар      | тврда    | Нови Сад, Србија        | Индија       | 4 : 1    | Победа   |
| 2011   | Светска група, четвртфинале        | 8-10 јул     | тврда    | Халмстад, Шведска       | Шведска      | 4 : 1    | Победа   |
| 2011   | Светска група, полуфинале          | 16-18 сеп    | тврда    | Београд, Србија         | Аргентина    | 2 : 3    | Пораз    |
| 2012   | Светска група, 1 коло              | 10-12 феб    | тврда    | Ниш, Србија             | Шведска      | 4 : 1    | Победа   |
| 2012   | Светска група, четвртфинале        | 6-8 апр      | шљака    | Праг, Чешка             | Чешка        | 1 : 4    | Пораз    |
| 2013   | Светска група, 1 коло              | 1-3 феб      | шљака    | Шарлроа, Белгија        | Белгија      | 3 : 2    | Победа   |
| 2013   | Светска група, четвртфинале        | 5-7 апр      | тврда    | Бојзи, САД              | САД          | 3 : 1    | Победа   |
| 2013   | Светска група, полуфинале          | 13-15 сеп    | шљака    | Београд, Србија         | Канада       | 3 : 2    | Победа   |
| 2013   | Светска група, финале              | 15-17 нов    | тврда    | Београд, Србија         | Чешка        | 2 : 3    | Финалист |
| 2014   | Светска група, 1 коло              | 31 јан-2 феб | тврда    | Нови Сад, Србија        | Швајцарска   | 2 : 3    | Пораз    |
| 2014   | Светска група плеј оф              | 12-14 сеп    | тврда    | Бангалор, Индија        | Индија       | 3 : 2    | Победа   |
| 2015   | Светска група, 1 коло              | 6-8 мар      | тврда    | Краљево, Србија         | Хрватска     | 5 : 0    | Победа   |
| 2015   | Светска група, четвртфинале        | 17-19 јул    | шљака    | Буенос Ајрес, Аргентина | Аргентина    | 2 : 3    | Пораз    |
| 2016   | Светска група, 1 коло              | 4-6 мар      | тврда    | Београд, Србија         | Казахстан    | 3 : 2    | Победа   |
| 2016   | Светска група, четвртфинале        | 15-17 јул    | шљака    | Београд, Србија         | В. Британија | 2 : 3    | Пораз    |
| 2017   | Светска група, 1 коло              | 3-5 мар      | тврда    | Ниш, Србија             | Русија       | 4 : 0    | Победа   |
| 2017   | Светска група, четвртфинале        | 7-9 апр      | тврда    | Београд, Србија         | Шпанија      | 4 : 1    | Победа   |
| 2017   | Светска група, полуфинале          | 15-17 сеп    | шљака    | Лил, Француска          | Француска    | 1 : 3    | Пораз    |

## Занимљивости
~ Најмлађи такмичар
15 година и 337 дана ; Јанко Типсаревић
24 мај 2000 ; Југославија - Монако 3 : 0
Тунис (шљака) ; Евроафричка зона - група III
 ~ Најстарији такмичар
44 године и 98 дана ; Јосип Палада
13 мај 1956 ; Југославија - Уједињено Краљевство 0 : 5
Београд (шљака) ; 2 коло Евро зоне
 ~ Најдужи сусрет
15 часова и 34 минута
5-7 мар 2010 ; Србија - САД 3 : 2
Београд (шљака) ; 1 коло Светске групе
 ~ Најдужи меч
5 часова и 7 минута ; Радек Штјепанек - Јанко Типсаревић 7-5 4-6 4-6 6-4 7-9
6 апр 2012 ; Чешка - Србија 4 : 1
Праг (шљака) ; четвртфинале Светске групе
 ~ Највише поена у тај-брејку
22 поена (12-10) ; Илија Бозољац / Ненад Зимоњић - Рохан Бопана / Сомдев Деварман 4-6 6-3 6-4 7-6(10)
5 мар 2011 ; Србија - Индија 4 : 1
Нови Сад (тврда) ; 1 коло Светске групе
 ~ Највише гемова у сету
38 гемова (18-20) ; Ненад Зимоњић - Нуно Маркеш 6-3 0-6 6-2 3-6 18-20
17 јул 1998 ; Југославија - Португалија 2 : 3
Београд (шљака) ; четвртфинале Евроафричке зоне - група II
 ~ Највише гемова у мечу
76 гемова ; Боб Брајан / Мајк Брајан - Илија Бозољац / Ненад Зимоњић 6-7 6-7 7-5 6-4 13-15
6 апр 2013 ; САД - Србија 1 : 3
Бојзи (тврда) ; четвртфинале Светске групе
 ~ Највише гемова у сусрету
261 гем
9-11 јун 1946 ; Француска - Југославија 2 : 3
Париз (шљака) ; полуфинале Евро зоне
 ~ Најубедљивија победа
14-1 (сетови) ; 87-25 (гемови)
14-16 сеп 1979 ; Југославија - Португалија 5 : 0
Београд (шљака) ; плеј-оф Евро зоне
 ~ Најдужи низ победа
7 победа
18-20 сеп 2009 ; Србија - Узбекистан 5 : 0 , Београд (тврда) ; плеј-оф Светске групе
5-7 мар 2010 ; Србија - САД 3 : 2 , Београд (шљака) ; 1 коло Светске групе
9-11 јул 2010 ; Хрватска - Србија 1 : 4 , Сплит (тврда) ; четвртфинале Светске групе
17-19 сеп 2010 ; Србија - Чешка 3 : 2 , Београд (тврда) ; полуфинале Светске групе
3-5 дец 2010 ; Србија - Француска 3 : 2 , Београд (тврда) ; финале Светске групе
4-6 мар 2011 ; Србија - Индија 4 : 1 , Нови Сад (тврда) ; 1 коло Светске групе
8-10 јул 2011, Шведска - Србија 1 : 4 , Халмстад (тврда) ; четвртфинале Светске групе

## Остала такмичења
Тенисери Србије су као репрезентативци наступали на Олимпијским играма у Пекингу 2008. Тада је Новак Ђоковић освојио бронзану медаљу.
На Светском купу у Диселдорфу 2009. су на дебију под именом Србија освојили турнир савладавши у финалу селекцију Немачке, да би исти успех поновили и три године касније у финалу против селекције Чешке.
На Универзијади 2009. златну медаљу је освојио Александар Словић, а мушко екипно злато је припало српској екипи.
| Такмичење   | Датум              | Исход    | Домаћин            | Противник у финалу | Подлога | Састав екипе                                                             | Састав противника                                                                 | Резултат |
| Светски куп | 27. мај 1990.      | Победник | Диселдорф, Немачка | САД                | шљака   | Слободан Живојиновић Горан Иванишевић Горан Прпић                        | Бред Гилберт Џим Куријер Кен Флеч                                                 | 3 : 0    |
| Хопман куп  | 4. јан 1991.       | Победник | Перт, Аустралија   | САД                | тврда   | Моника Селеш Горан Прпић                                                 | Зина Гарисон Џексон Дејвид Витон                                                  | 3 : 0    |
| Светски куп | 26. мај 1991.      | Финалист | Диселдорф, Немачка | Шведска            | шљака   | Слободан Живојиновић Горан Иванишевић Горан Прпић                        | Магнус Густафсон Стефан Едберг Јонас Свенсон                                      | 1 : 2    |
| Хопман куп  | 4. јан 2008.       | Финалист | Перт, Аустралија   | САД                | тврда   | Јелена Јанковић Новак Ђоковић                                            | Серена Вилијамс Марди Фиш                                                         | 1 : 2    |
| Светски куп | 23. мај 2009.      | Победник | Диселдорф, Немачка | Немачка            | шљака   | Јанко Типсаревић Виктор Троицки Ненад Зимоњић                            | Миша Зверев Николас Кифер Филип Колшрајбер Рајнер Шитлер                          | 2 : 1    |
| Светски куп | 26. мај 2012.      | Победник | Диселдорф, Немачка | Чешка              | шљака   | Јанко Типсаревић Виктор Троицки Ненад Зимоњић                            | Томаш Бердих Радек Штјепанек Франтишек Чермак                                     | 3 : 0    |
| Хопман куп  | 5. јан 2013.       | Финалист | Перт, Аустралија   | Шпанија            | тврда   | Ана Ивановић Новак Ђоковић                                               | Анабел Медина Гаригес Фернандо Вердаско                                           | 1 : 2    |
| АТП куп     | 3–12. јануар 2020. | Победник | Сиднеј, Аустралија | Шпанија            | тврда   | Новак Ђоковић Душан Лајовић Виктор Троицки Никола Ћаћић Никола Милојевић | Рафаел Надал Роберто Баутиста Агут Пабло Карењо Буста Фелисијано Лопез Марк Лопез | 2 : 1    |